# Bas-et-Lezat
Bas-et-Lezat ist eine französische Gemeinde mit 346 Einwohnern (Stand: 1. Januar 2022) im Département Puy-de-Dôme in der Region Auvergne-Rhône-Alpes (vor 2016 Auvergne). Die Gemeinde gehört zum Arrondissement Riom und zum Kanton Maringues.

## Geografie
Bas-et-Lezat liegt etwa 24 Kilometer nordöstlich von Riom. Umgeben wird Bas-et-Lezat von den Nachbargemeinden Brugheas im Norden und Nordosten, Saint-Sylvestre-Pragoulin im Osten, Villeneuve-les-Cerfs im Osten und Südosten, Saint-Clément-de-Régnat im Süden sowie Effiat im Westen.

## Bevölkerungsentwicklung
| Jahr                       | 1962 | 1968 | 1975 | 1982 | 1990 | 1999 | 2006 | 2013 |
| Einwohner                  | 236  | 214  | 210  | 205  | 185  | 209  | 243  | 291  |
| Quellen: Cassini und INSEE |      |      |      |      |      |      |      |      |

## Sehenswürdigkeiten
- Kirche Saint-Robert